# Осбърн Хаус
Осбърн Хаус (на английски: Osborne House) е бивша кралска резиденция в Ийст Каус, остров Уайт, Великобритания. Резиденцията е построена между 1845 и 1851 г. за кралица Виктория и принц Алберт. Принц Алберт проектира сградата в стила на италиански ренесансов палат. Строителят е Томас Кюбит, лондонски архитект и строител, чиято компания построява главната фасада на Бъкингамския дворец за кралската двойка през 1847 година.
Кралица Виктория умира в Осбърн Хаус през януари 1901 година.